# Jean Pirro
Jean Pirro (* 1813 in Woustviller; † 1886 in Saint-Dizier), auch M. Pirro und Jean M. Pirro genannt, ist Autor der Plansprache Universalglot. Er wurde in einer deutschsprachigen Familie in Lothringen geboren und war Lehrer der Fächer Deutsch und Musik in Saint-Dizier. Im Jahr 1868 stellte er seine Plansprache in einem Buch vor, das fast gleichzeitig auf Deutsch ("Universal Sprache") und Französisch ("Langue Universelle") in Paris erschien.
Er ist Vater des Musikwissenschaftlers und Organisten André Pirro.